# シャウエンブルクおよびホルシュタイン伯

シュレスヴィヒおよびホルシュタイン（現在のシュレースヴィヒ＝ホルシュタイン州）

シャウエンブルクおよびホルシュタイン伯（シャウエンブルクおよびホルシュタインはく）は、神聖ローマ帝国の称号の一つである。シャウエンブルク家はドイツのヴェーザー川沿いにあるリンテルン (シャウムブルク郡)の近くにあるシャウエンブルク出身で、先祖伝来の地であるビュッケブルクおよびシュタットハーゲンとともに、シャウエンブルクおよびホルシュタイン伯領を統治した。ホルシュタイン伯は1296年まではザクセン公の、その後はザクセン＝ラウエンブルク公の支配下にあった。

## シャウエンブルクおよびホルシュタイン伯
| 伯爵領                                   |                                                                              | | | | |
| シャウエンブルク                         | シャウエンブルク                                                             | シャウエンブルク | ホルシュタイン | ホルシュタイン | ホルシュタイン |
| 肖像                                     | 治世                                                                         | 名前 | 肖像 | 治世 | 名前 |
|                                          | 1110年 - 1131年                                                              | アドルフ1世、シャウエンブルクおよびホルシュタイン伯                                                                            | アドルフ1世、シャウエンブルクおよびホルシュタイン伯                                                                            | アドルフ1世、シャウエンブルクおよびホルシュタイン伯                                                                            | アドルフ1世、シャウエンブルクおよびホルシュタイン伯                                                                            |
|                                          | 1131年 – 1164年                                                              | アドルフ2世、シャウエンブルク伯                                                                                                | | 1131年 – 1137年 | アドルフ2世、ホルシュタイン伯                                                                                                  |
|                                          | 1131年 – 1164年                                                              | アドルフ2世、シャウエンブルク伯                                                                                                | 1137年 – 1143年 | ハインリヒ・フォン・バードヴィーデン、ホルシュタイン伯、1139年にヴァグリエンを支配                                             | |
|                                          | 1131年 – 1164年                                                              | アドルフ2世、シャウエンブルク伯                                                                                                | 1143年 – 1164年 | アドルフ2世、ホルシュタイン伯                                                                                                  | |
|                                          | 1164年 – 1203年                                                              | アドルフ3世、シャウエンブルクおよびホルシュタイン伯、監禁から解放される代償としてホルシュタインを1203年にヴァルデマー2世に譲渡 | アドルフ3世、シャウエンブルクおよびホルシュタイン伯、監禁から解放される代償としてホルシュタインを1203年にヴァルデマー2世に譲渡 | アドルフ3世、シャウエンブルクおよびホルシュタイン伯、監禁から解放される代償としてホルシュタインを1203年にヴァルデマー2世に譲渡 | アドルフ3世、シャウエンブルクおよびホルシュタイン伯、監禁から解放される代償としてホルシュタインを1203年にヴァルデマー2世に譲渡 |
| 1203年 – 1225年                          | アドルフ3世、シャウエンブルク伯                                              | | 1203年 – 1227年 | ヴァルデマー2世（デンマーク王）、事実上ホルシュタインを支配                                                                    | |
|                                          | 1225年 – 1227年                                                              | アドルフ4世、シャウエンブルク伯                                                                                                | 1203年 – 1227年 | ヴァルデマー2世（デンマーク王）、事実上ホルシュタインを支配                                                                    | |
| 1227年 – 1238年                          | アドルフ4世、シャウエンブルクおよびホルシュタイン伯（ヴァルデマー2世に戦勝） | アドルフ4世、シャウエンブルクおよびホルシュタイン伯（ヴァルデマー2世に戦勝）                                                   | アドルフ4世、シャウエンブルクおよびホルシュタイン伯（ヴァルデマー2世に戦勝）                                                   | アドルフ4世、シャウエンブルクおよびホルシュタイン伯（ヴァルデマー2世に戦勝）                                                   | |
| ゲルハルト1世の印璽↑ と ヨハン1世の印璽↓ | 1238年 – 1261年                                                              | ゲルハルト1世およびヨハン1世 父親の死まで共同統治                                                                              | ゲルハルト1世およびヨハン1世 父親の死まで共同統治                                                                              | ゲルハルト1世およびヨハン1世 父親の死まで共同統治                                                                              | ゲルハルト1世およびヨハン1世 父親の死まで共同統治                                                                              |

## ホルシュタインの分割統治（1261年 - 1273年）
1261年に、ゲルハルト1世とヨハン1世の兄弟はホルシュタイン及びシャウエンブルク（シャウムブルク）伯領を分割相続した。ゲルハルト1世はホルシュタイン＝イツェホーとシャウムブルクを受け取り、ヨハン1世はホルシュタイン＝キールを受け取った。ヨハン1世の死後、息子のアドルフ5世とヨハン2世はホルシュタイン＝キールを共同統治した。1273年に二人はホルシュタイン＝キールを分割し、ヨハン2世は引き続きキールを統治し、アドルフ5世はザーゲベルク（別名シュトルマルン）を統治した。アドルフ5世の甥アドルフ7世が継承した。1315年にアドルフ7世は男子の後継者なく死去し、ホルシュタイン＝ゼーゲベルクはホルシュタイン＝キールに再び統合された。
| ゲルハルト1世とヨハン1世の兄弟による共同統治後、1261年にホルシュタインは分割され、ヨハン1世はキールを領した。 |                                    | |
| 肖像 | 治世                               | 名前 |
| | 1261年–1263年                      | ヨハン1世 |
| ヨハン1世の印璽                                                                                               | 1263年–1316年 および 1263年–1273年 | 1273年まで、ヨハン2世（隻眼伯）とアドルフ5世ポンメルンの兄弟が共同統治し、分割後アドルフ5世はゼーゲベルクを領した。 |

| アドルフ5世とヨハン2世の兄弟による共同統治後、1273年にホルシュタイン＝キールは分割され、アドルフ5世はホルシュタイン＝ゼーゲベルク（シュトルマルン伯領）を領した。 |               |                       |
| 印璽 | 治世          | 名前                  |
| | 1273年–1308年 | アドルフ5世ポンメルン |
| | 1308年–1315年 | アドルフ7世           |
| アドルフ7世が暗殺された後、ホルシュタイン＝ゼーゲベルクはホルシュタイン＝キールに戻され、父親であるヨハン2世が領した。                                            |               |                       |

| ゲルハルト1世とヨハン1世の兄弟による共同統治後、1261年にホルシュタインは分割され、ゲルハルト1世はホルシュタイン＝イツェホーおよびシャウムブルクを領した。 |               |               |
| 肖像 | 治世          | 名前          |
| | 1261年–1290年 | ゲルハルト1世 |
| 1290年、ゲルハルト1世の息子たちはホルシュタイン＝イツェホーとシャウムブルクを3つに分割した。アドルフ6世はホルシュタイン＝ピンネベルクとシャウムブルクを、ゲルハルト2世はホルシュタイン＝プレンを、ハインリヒ1世はホルシュタイン＝レンズブルクをそれぞれ獲得した。 |               |               |

## 1290年のホルシュタイン分割と1350年および1390年の再併合
1290年のゲルハルト1世の死後、彼の息子たちはホルシュタイン＝イツェホーおよびシャウムブルクを3つに分割した。3男のアドルフ6世はホルシュタイン＝ピンネベルクとエルベ川南側のシャウムブルクを、次男のゲルハルト2世はホルシュタイン＝プレンを、4男のハインリヒ1世はホルシュタイン＝レンズブルクをそれぞれ得た。長男のヨハンはハンブルク大聖堂の律修司祭となった。
ゲルハルト2世の死後、息子のゲルハルト4世とその異母弟ヨハン3世（寛大伯）はホルシュタイン＝プレンを共同統治した。1316年、兄弟はホルシュタイン＝キールのヨハン2世（1321年没）の領地を戦により奪い、ヨハン2世の息子たちは殺された。ヨハン3世はプレン伯領を1350年に再び統治する前、父ゲルハルト2世（盲目伯）のいとこであるヨハン2世（隻眼伯）からキールを奪い取った。ゲルハルト4世はホルシュタイン＝プレン全体を統治し続けた。  
ヨハン3世の甥で、ゲルハルト4世のあとを継いだゲルハルト5世が1350年に死去した後、プレン伯系は断絶し、ヨハン3世が再びそれらを領した。息子のアドルフ9世（7世）は、1359年よりキールとプレンを領していたが、1390年に後継者なく死去し、ニコラウスと甥のアルブレヒト2世およびゲルハルト6世（1397年まで共同統治）が、ホルシュタイン＝キールおよびホルシュタイン＝プレンを継いだ。 
| キール系は1316年に断絶したが、プレン系が継いだ。                                                             |                | |
| 肖像 | 治世           | 名前 |
| | 1263年– 1316年 | ヨハン2世（隻眼伯） - 1273年までアドルフ5世ポメラニアンと共同統治。ヨハン3世とゲルハルト4世により廃された。                                                                            |
| | 1316年– 1359年 | ヨハン3世は、父のいとこであるヨハン2世からキールを奪った。ヨハン3世はプレンの共同統治を放棄し、兄のゲルハルト4世がプレンを単独統治した。 プレンを1350年に甥のゲルハルト5世から相続した |
| | 1359年– 1390年 | アドルフ9世（7世）（寛大伯） |
| アドルフ9世（7世）の死後、ホルシュタイン＝キール（プレンを含む）はホルシュタイン＝レンズブルクに併合された。 |                | |

| プレン系は1350年に断絶したが、かつて共同統治していたヨハン3世が相続した。 |                                      | |
| 印璽                                                                      | 治世                                 | 名前 |
|                                                                           | 1290年– 1312年                       | ゲルハルト2世（盲目伯） |
| ゲルハルト↑とジョン↓の印璽                                                | 1312年– 1323年 および 1312年– 1316年 | 1316年まで、ゲルハルト4世とヨハン3世（寛大伯）の兄弟により共同統治。ヨハン3世は、のちに共同統治を放棄し、ヨハン2世より奪ったキールを領した。 |
|                                                                           | 1323年– 1350年                       | ゲルハルト5世 プレンをヨハン3世に遺贈 |
|                                                                           | 1350年– 1359年                       | ヨハン3世 甥ゲルハルト5世より相続 |
| ヨハン3世はホルシュタイン＝プレンをホルシュタイン＝キールに併合した。     |                                      | |

| 1290年、ホルシュタイン＝レンズブルクはホルシュタイン＝イツェホーおよびシャウムブルクから分離された。 |                                                                            | |
| 肖像                                                                                                 | 治世                                                                       | 名前 |
| | 1290年– 1304年                                                             | ハインリヒ1世 |
| | 1304年– 1340年                                                             | ゲルハルト3世（大伯）、1326年から1330年までシュレーズヴィヒ公（1世） |
| ハインリヒ↓ ニコラウス↑ ゲルハルト↓ アルブレヒト↑ の印璽                                             | 1340年– 1381/84年 1340年– 1397年 1381/84年– 1397年 および1381/84年– 1404年 | 1381/84年までハインリヒ2世とニコラウスの兄弟による共同統治。2人とも1375年よりシュレーズヴィヒ公。ハインリヒの死後、ニコラウスは甥のアルブレヒト2世およびゲルハルト6世と共同統治。1386年、ニコラウスはシュレースヴィヒ公から退き、ゲルハルト6世がゲルハルト2世（1386年-1404年）として公位を継いだ。 |
| 1390年、ホルシュタイン＝レンズブルクはキール（プレンを含む）を併合した。                             |                                                                            | |

| ホルシュタイン＝ピンネベルクは1290年に分離され、シャウムブルクと同君統治となった。 |                |                              |
| 肖像                                                                               | 治世           | 名前                         |
|                                                                                    | 1290年– 1315年 | アドルフ6世（1256年-1315年） |
|                                                                                    | 1315年– 1354年 | アドルフ7世                  |
|                                                                                    | 1354年– 1370年 | アドルフ8世                  |
|                                                                                    | 1370年– 1404年 | オットー1世                  |

## 1397年のホルシュタインの分割と1459年のレンズブルク系の断絶
1390年、ホルシュタイン＝レンズブルク系はキール、プレン、ゼーゲベルクを併合したが、ホルシュタイン＝ピンネベルクは1640年まで独立して存続した。レンズブルク系は1390年以降はしばしば単に「ホルシュタイン伯」とも名乗った。ピンネベルク系はシャウムブルク伯領に住んだ。   
1397年にニコラウスが死去した後、ホルシュタイン＝レンズブルクを共治していた甥のアルブレヒト2世とゲルハルト6世は、ホルシュタイン＝ゼーゲベルク（シュトルマルン伯領）をホルシュタイン＝レンズブルクから分割し、アルブレヒトがレンズブルクの共治を辞退しゼーゲベルクを領した。1403年にアルブレヒトが死去した後、ゼーゲベルクはレンズブルクに戻された。1459年、アドルフ11世（8世）の死後、レンズブルク系は男系が断絶し、ホルシュタイン＝レンズブルクとシュレーズヴィヒの貴族はアドルフの姉妹の息子であるオルデンブルク家出身のデンマーク王クリスチャン1世を後継者に選んだ。
| 肖像 | 治世                                            | 名前 |
| --- | ----------------------------------------------- | --- |
| ニコラウス↑アルブレヒト↑ ゲルハルト↑の印璽 | 1340年–1397年 1381/84年–1397年 1381/84年–1404年 | 1397年にニコラウスが死去し、アルブレヒト2世がゼーゲベルクを領した後、 ゲルハルト6世が単独統治し、ゲルハルト2世としてシュレーズヴィヒ公となった。                   |
| | 1404年–1421年                                   | ハインリヒ3世、ハインリヒ1世としてオズナブリュック司教（1402年-1410年）                                                                                            |
| | 1421年–1427年                                   | ハインリヒ4世、ハインリヒ3世としてシュレースヴィヒ公（1404年-1427年）                                                                                              |
| Seals of Adolphus ↑ and Gerhard ↓ | 1427年–1459年 および 1427年–1433年              | 1433年までアドルフ1世としてアドルフ11世（8世） と ゲルハルト3世としてゲルハルト7世がシュレースヴィヒ公位を要求し、アドルフが1440年にデンマーク王家から承認を得た。 |
| アドルフの死により、レンズブルク系は断絶し、甥にあたるオルデンブルク家のデンマーク王クリスチャン1世がホルシュタイン＝レンズブルク伯領を相続し、1474年にホルシュタイン公に陞爵した。 |                                                 | |

| ニコラウスの死後、アルブレヒト2世とゲルハルト6世の兄弟がホルシュタイン＝ゼーゲベルク（シュトルマルン伯領）をホルシュタイン＝レンズブルクから分割した。 |               |                 |
| 印璽 | 治世          | 名前            |
| | 1397年–1403年 | アルブレヒト2世 |
| アルブレヒトの死後、ホルシュタイン＝ゼーゲベルクはホルシュタイン＝レンズブルクに戻された。                                                             |               |                 |

| 肖像 | 治世           | 名前                |
| ---- | -------------- | ------------------- |
|      | 1370年– 1404年 | オットー1世         |
|      | 1404年–1426年  | アドルフ10世（9世） |
|      | 1426年–1464年  | オットー2世         |

## 1640年までのシャウムブルクおよびホルシュタイン＝ピンネベルク
オルデンブルク家出身のデンマーク王クリスチャン1世がホルシュタイン＝レンズブルク伯の後継者に選ばれ、クリスチャンは1460年に伯領を継いだ。1474年、神聖ローマ皇帝フリードリヒ3世は、クリスチャン1世をホルシュタイン＝レンズブルク伯からホルシュタイン公とした。ホルシュタイン＝ピンネベルクおよびシャウムブルクのシャウエンブルク家は1640年の男系断絶まで続いた。この系統は「ホルシュタイン＝シャウエンブルク」ともいわれる。シャウムブルク伯は1619/20年にシャウムブルク侯となったが、ホルシュタイン公はホルシュタイン＝ピンネベルク伯の陞爵に反対した。

### ホルシュタイン＝ピンネベルク（1459年 – 1640年）
| ホルシュタイン＝ピンネベルク伯およびシャウムブルク伯 |                                    | |
| 肖像                                                 | 治世                               | 名前                                                                                               |
|                                                      | 1426年–1464年                      | オットー2世                                                                                        |
|                                                      | 1464年–1474年                      | アドルフ12世（10世）（1419年–1474年）                                                              |
|                                                      | 1474年–1492年                      | エーリク（1420年–1492年）                                                                          |
|                                                      | 1492年–1510年                      | オットー3世（1426年–1510年）                                                                       |
|                                                      | 1510年–1526年                      | アントン（1439年–1526年）                                                                          |
|                                                      | 1526年–1527年                      | ヨハン4世（1449年–1527年）                                                                         |
|                                                      | 1527年–1531年                      | ヨープスト1世（1483年–1531年）                                                                     |
| Otto's grave monument                                | 1531年–1560年 および 1544年–1576年 | ヨハン5世、1544年から弟オットー4世と共同統治（オットー3世として1531年-1537年にヒルデスハイム司教） |
|                                                      | 1576年–1601年                      | アドルフ14世（11世）（1547年–1601年）                                                              |
|                                                      | 1601年–1622年                      | エルンスト、1619年よりシャウムブルク侯                                                             |
|                                                      | 1622年–1635年                      | ヨープスト・ヘルマン（1593年–1635年）                                                              |
|                                                      | 1635年–1640年                      | オットー5世（1616年–1640年）                                                                       |

## 1640年のシャウムブルクの分割
オットー5世が1640年に後継者なく死去し、シャウエンブルク家によるホルシュタインの統治は終わった。ホルシュタイン＝ピンネベルク伯領はデンマーク王クリスチャン4世によりホルシュタイン公国に併合された。クリスチャン4世以降についてはシュレースヴィヒとホルシュタインの統治者一覧を参照。
本来のシャウムブルク領は、シャウエンブルク家の後継者の間で3つに分割相続された。それらのうち1つはブラウンシュヴァイク＝リューネブルク公領に組み込まれ、1つはシャウムブルク＝リッペ伯領に、もう1つはシャウムブルク伯領として存続し、ヘッセン＝カッセル方伯により同君連合の形で統治された。それら3つはすべて現在はニーダーザクセン州の一部である。ゲメン領は1531年にヨープスト1世の結婚を通して獲得し、次男のヨープスト2世（1520年頃 - 1581年、1531年より統治）が統治し、リンブルフ・シュティルム家に引き継がれた。ゲメンは今日のノルトライン＝ヴェストファーレン州にある。